# 2 Minutes to Midnight
«2 Minutes to Midnight» es una canción de la banda de heavy metal Iron Maiden. Publicada como el décimo sencillo de la banda y la segunda pista de su quinto álbum Powerslave.
El sencillo tiene referencias al reloj del apocalipsis, el reloj simbólico usado por el "Bulletin of the Atomic Scientists" (en español Boletín de Científicos Atómicos). En septiembre de 1953 el reloj alcanzó las 11:58, estando a 2 minutos de la medianoche. Esto ocurrió cuando los Estados Unidos y la Unión Soviética probaron la bomba atómica con una diferencia de nueve meses entre ellos. El primer solo de guitarra es tocado por Dave Murray, seguido por un solo de guitarra tocado por Adrian Smith.
El primer lado B es la versión de la banda de rock progresivo, Beckett's "Rainbow's Gold". El otro track, titulado "Mission from Army", es una grabación de una discusión entre el bajista Steve Harris y el batería Nicko McBrain. La discusión sucede después de una presentación en Allentown (Pensilvania) durante el World Piece Tour de la banda y ocurrió luego de un malentendido en el escenario entre los dos por problemas técnicos con el bajo de Harris, lo que hizo que el Mcbrain se equivocara en el solo de batería. El Vocalista Bruce Dickinson estaba grabando la discusión con una grabadora oculta. Debido a que el bajo de Harris no estaba funcionando, el le dijo a un iluminador que le dijera a McBrain que alargara su solo. Pero en vez de seguir el procedimiento adecuado, el hombre comenzó a gritar a McBrain. Enfadado por los gritos que no le permitieron concentrarse en el solo, Mcbrain tuvo una confrontación con el hombre (no es claro si hubo agresión física) que Harris encontró innecesaria. Al parecer la discusión se había calmado antes de Dickinson comenzara a grabar y este irritó a los dos hombres de nuevo preguntando a Nicko si lo que el hombre había estado tratando de decirle era que el entramado de iluminación por encima de la batería estaba a punto de caer, a lo cual respondió: "¡Bueno, supongo que alguien ha tenido que sacarme de alguna maldita forma o estoy muerto!".
2 Minutes to Midnight fue versionada en el 2008 por Glamour of the Kill en el CD tributo Maiden Heaven: A Tribute to Iron Maiden, lanzado por la revista Kerrang!. Fue también versionada por el grupo femenino tributo a la banda, The Iron Maidens en su álbum homónimo.

## Letra
Kill for gain or shoot to maim
But we don't need a reason
The golden goose is on the loose
And never out of season
Blackened pride still burns inside
This shell of bloody treason
Here's my gun for a barrel of fun
For the love of living death

The killer's breed or the demon's seed
The glamour, the fortune, the pain
Go to war again, blood is freedom's stain
Don't you pray for my soul anymore

2 minutes to midnight
The hands that threaten doom
2 minutes to midnight
To kill the unborn in the womb

The blind men shout, "Let the creatures out!
We'll show the unbelievers"
Napalm screams of human flames
For a prime-time Belsen feast, yeah
As the reasons for the carnage cut
Their meat and lick the gravy
We oil the jaws of the war machine
And feed it with our babies

The killer's breed or the demon's seed
The glamour, the fortune, the pain
Go to war again, blood is freedom's stain
Don't you pray for my soul anymore

2 minutes to midnight
The hands that threaten doom
2 minutes to midnight
To kill the unborn in the womb
[Guitar Solo: Dave Murray]
[Guitar Solo: Adrian Smith]

The body bags and little rags
Of children torn in two
And the jellied brains of those who remain
To put the finger right on you
As the mad men play on words
And make us all dance to their song
To the tune of starving millions
To make a better kind of gun

The killer's breed or the demon's seed
The glamour, the fortune, the pain
Go to war again, blood is freedom's stain
Don't you pray for my soul anymore

2 minutes to midnight
The hands that threaten doom
2 minutes to midnight
To kill the unborn in the womb

Midnight
Midnight
Midnight
It's all night

Midnight
Midnight
Midnight
It's all night

Midnight, all night

## Lista de canciones
1. «2 Minutes to Midnight» (Adrian Smith, Bruce Dickinson) - 6:04
2. «Rainbow's Gold» (versión de Beckett) - 4:57
3. «Mission from 'Arry» - 6:43

## Miembros
- Steve Harris - bajo, coros
- Bruce Dickinson - voz
- Dave Murray - guitarra
- Adrian Smith - guitarra, coros
- Nicko McBrain - batería